# Emma Smetana
Emma Smetana (v Česku úředně Emma Smetanová, * 11. února 1988 Praha) je česká herečka, zpěvačka, muzikantka, novinářka, moderátorka zpráv a vystudovaná politoložka; má dvojí občanství, české a francouzské. V českých dokladech má příjmení „Smetanová“, ve francouzských se jmenuje po otci „Smetana“. V Česku žije od roku 2011, s výjimkou úřadů používá nepřechýlenou verzi svého příjmení, na kterou si během života ve Francii, Belgii a Německu zvykla.

## Život
Do dvou let vyrůstala v Praze, poté se přestěhovala se svou maminkou Monikou Pajerovou do Paříže za otcem Jiřím Smetanou, který tam vedl rockový klub „Gibus“ (latinsky hrb). Do svých šesti let žila v Paříži, další čtyři roky ve Štrasburku.

### Studium
Po návratu do Prahy zde absolvovala francouzské lyceum. Po maturitě se dostala na školu „Institut d'études politiques de Paris“ (Sciences Po), první dva roky studovala ve východofrancouzském městě Dijonu na jedné z poboček Sciences Po založené roku 2001 za účelem zkoumání vývoje v postkomunistických státech střední a východní Evropy, Balkánu a bývalého Sovětského svazu. Později pokračovala v magisterském studiu politických věd v Paříži. Druhý magisterský diplom v oboru politologie-evropské záležitosti-mezinárodní vztahy získala na berlínské Svobodné univerzitě. „Na přednášky se mnou chodili pankáči s dvěma psy a kojící matky, to bylo celkem osvěžující.“ Na Svobodné univerzitě vystudovala politologii a mezinárodní vztahy.
Mluví plynně francouzsky, anglicky a německy, domluví se španělsky a částečně hebrejsky.

### Osobní život
Jejím partnerem je Izraelec palestinsko-českého původu, herec a muzikant Jordan Haj [ˈdʒɔː(r)dn hɑːdʒ]. Dne 16. prosince 2016 porodila dceru, která dostala jméno Lennon Marlene Haj Hossein Smetana. Prvorozená dcera Emmy Smetany má trojí občanství – francouzské, izraelské a české.
Dne 15. listopadu 2020 oznámila přes instagram, že s Jordanem Hajem čekají druhé dítě. Dne 12. dubna 2021 se jí narodila druhá dcera, Ariel Ava Haj Smetana.

## Působení v médiích
Během vysokoškolských studií psala krátké novinky o kultuře do francouzského levicového deníku Libération.
V TV Nova od srpna 2012 moderovala ranní zprávy, do roku 2016 pak i polední či odpolední zprávy.
Od března 2017 rozšířila moderátorský tým internetové televize DVTV na portálu Aktuálně.cz. Rozhovory vedla kromě češtiny také v anglickém, francouzském nebo německém jazyce. S koncem roku 2020 ukončila natáčení pro DVTV z důvodu vlastního vyhoření a byla nahrazena Danielou Písařovicovou. Moderovala také Showtime na Tv Prima.[zdroj?]

## Politická praxe
V letech 2008–2009 pracovala na Úřadu vlády ČR jako asistentka v mediálním týmu tehdejšího premiéra Mirka Topolánka. Po pádu vlády ODS a jejím nahrazení úřednickým kabinetem se přesunula do aparátu Evropského parlamentu v Bruselu, kde po několik měsíců působila jako politická stážistka České strany sociálně demokratické a publikovala ve vnitrostranickém tisku ČSSD.

## Hudba a muzikál
Od šesti let hraje na klavír. V roce 2012 založila kapelu nesoucí její jméno, ve které zpívá a hraje na klavír a kytaru. V březnu 2016 vydala debutové hudební album What I've Done; z něho pochází i singl „No Fire“. Rok po vydání této své desky uskutečnila spolu s doprovodnou skupinou turné po českých nádražích s uměleckým názvem „Mezi vlaky“. Vystoupila například 19. května 2017 na nádraží v Chebu, velmi úspěšně i na Hlavním nádraží v Praze dne 2. června 2017, anebo 13. října 2017 na nádraží v Olomouci díky finanční podpoře firmy AŽD. Emma Smetana zpívá anglicky, francouzsky, česky a hebrejsky.
V říjnu 2013 byla v Hudebním divadle Karlín obsazena do hlavní role hudebního dramatu Lucie, větší než malé množství lásky, v alternaci s Bárou Polákovou.

## Dílo

### Diskografie
- What I've Done (2016)
- By Now (2022) – s Jordanem Hajem

### Filmy
- Europe je t'aime (2008), amatérský film
- Rytmus v patách (2009) – Lizetka
- Muži v naději (2011) – Bára
- Donšajni (2013) – Barborka, vnučka Markéty
- Colette (2013) – Hannah
- Korunní princ (2015, TV film)
- Jedině Tereza (2021) – moderátorka

### TV seriály
- Základka (2012)
- Bez hranic (2013) – Aide
- Hořící keř (2013) – Hana Čížková
- Až po uši (2014)
- Na vodě (2016) – Sandra
- Eliška a Damián (2023) – Eliška Mlynářová
- Dvě princezny (2025) – Eliška Mlynářová

### Divadlo
- Lucie, větší než malé množství lásky (2013) – Lucie

## Kauza v TV Nova
První pracovní pozice Emmy Smetany v TV Nova byla v rubrice předpovědi počasí. Později přešla do redakce zpravodajství, kde se dostala do dlouhodobých konfliktů s kolegy a nadřízenými. Televizní stanice jí nakonec dala výpověď k 31. květnu 2016. Smetana zažalovala Novu o ušlou mzdu za období po výpovědi a v médiích začala vznášet obvinění vůči svému bývalému zaměstnavateli z neobjektivního zpravodajství, nepřípustného zasahování do novinářské práce, podvodného jednání vůči své osobě a podobně. TV Nova odmítla její tvrzení jako „nepravdivá a scestná“ a její žalobu po dvou letech justičních tahanic definitivně zamítl Nejvyšší soud ČR v září 2018.

## Kritika zesnulé romské zpěvačky Věry Bílé
V březnu 2019 na sebe upoutala pozornost médií ostrou kritikou zesnulé romské zpěvačky Věry Bílé. Dne 12. března 2019, jen několik hodin po úmrtí 64leté Bílé, zveřejnila Smetanová na Instagramu své fotografie se zpěvačkou, která ji jako 9letou holčičku vyzvedla k sobě na pódium a nechala zpívat do mikrofonu. V doprovodném textu Bílou kritizovala za její údajnou „zničující krátkozrakost, hloupost, nespolehlivost a lenost“. Své odsouzení nejznámější české romské umělkyně, která po čtyři desítky let koncertovala doma i v zahraničí, odůvodnila Smetana skutečností, že její otec se snažil dělat zpěvačce manažera v dobách její největší slávy, ovšem ona jeho vedení opakovaně nerespektovala a „odmítla mnoho nabídek, které se neodmítají“.